# سكان الاستتمار الفلاحي (قصر الدهس)
سكان الاستتمار الفلاحي هو دُوَّار يقع بجماعة أولاد أوشيح، إقليم العرائش، جهة طنجة تطوان الحسيمة في المملكة المغربية. ينتمي الدوّار لمشيخة قصر الدهس التي تضم 20 دواوير. يقدر عدد سكانه بـ 1187 نسمة حسب الإحصاء الرسمي للسكان والسكنى لسنة 2004.

## روابط خارجية
- البوابة الوطنية للجماعات الترابية نسخة محفوظة 12 مارس 2018 على موقع واي باك مشين.
- المندوبية السامية للتخطيط